# Lars Persson (1819–1874)
Lars Persson, född 4 april 1819 i Munktorps församling, Västmanlands län, död där 5 april 1874, var en svensk hemmansägare och riksdagspolitiker.
Persson innehade hemmanet Hjulsta i Munktorps socken. Han var även politiker och ledamot av riksdagens andra kammare från 1865 till 1874 från Västmanlands södra domsagas valkrets.